# Onthophagus ceratotherium
Onthophagus ceratotherium är en skalbaggsart som beskrevs av Emile Janssens 1953. Onthophagus ceratotherium ingår i släktet Onthophagus och familjen bladhorningar. Inga underarter finns listade i Catalogue of Life.